# Niemcewiczowie herbu Rawicz

Rawicz – herb Niemcewiczów

Niemcewiczowie (Niemcewicowie, Ursyn-Niemcewiczowie, często zapisywane: Ursyn Niemcewiczowie) – polski ród szlachecki herbu Rawicz, którego przedstawiciele w XVII-XVIII wieku piastowali urzędy ziemskie w Wielkim Księstwie Litewskim, szczególnie w województwie brzeskolitewskim Rzeczypospolitej Obojga Narodów.
W okresie zaborów ród Niemcewiczów został zaliczony w poczet szlachty guberni grodzieńskiej

## Pochodzenie
Brak pewnych informacji o pochodzeniu rodu. Jego przedstawiciele używali przydomka Ursyn, nawiązującego do niedźwiedzia w herbie. Powoływali się też na pochodzenie ze starożytnego Rzymu i pokrewieństwo z włoskimi Orsinimi oraz na przejściowe przebywanie członków rodu w Niemczech, czego odbiciem miałoby być – nazwisko Niemcewicz.

## Przedstawiciele
- Aleksander Ursyn Niemcewicz (ur. w 1681) – miecznik brzeski (1750), właściciel Skoków, Klejnik, Zaburza, Kuzawki, Nepli i części Mokran[3].
  - Franciszek Ursyn Niemcewicz (1718-1795) – cześnik brzeski, poseł na sejm w 1750 r., sędzia kapturowy województwa brzeskiego w 1764 r., poseł na sejm elekcyjny 1764 r., właściciel Nepli[4]
    - Stanisław Ursyn Niemcewicz (1753-1817) – generał major wojsk litewskich, sędzia grodzki brzeski, poseł na Sejm Czteroletni w 1790 roku, starosta rewiatycki, gubernator grodzieński (1816-1817)

  - Marceli Stanisław Kostka Ursyn Niemcewicz, właściciel Skoków, Klejnik, poseł na sejm elekcyjny 1764 r.
    - Julian Ursyn Niemcewicz (1757-1841)  – polski dramaturg, powieściopisarz, poeta, pamiętnikarz, działacz polityczny
    - Jan Ursyn Niemcewicz 
      - Karol Ursyn Niemcewicz (1797-1867)

~ Jan Ursyn Niemcewicz (1869-1933) – polski ziemianin i działacz społeczny na Polesiu, pierwszy w II Rzeczypospolitej prezydent Brześcia